# 勒瓦勒
勒瓦勒（法語：Le Val，法語發音：[lə val]）是法国瓦尔省的一个市镇，属于布里尼奥勒区。

## 地理
勒瓦勒（43°26'22"N, 6°4'23"E）面积39.34 平方千米，位于法国普罗旺斯-阿尔卑斯-蓝色海岸大区瓦尔省，该省份为法国东南部沿海省份，北起上普罗旺斯阿尔卑斯省，西北角与沃克吕兹省接壤，西接罗讷河口省，南濒地中海，东临滨海阿尔卑斯省。
与勒瓦勒接壤的市镇（或旧市镇、城区）包括：科朗斯、布里尼奥勒、卡尔塞斯、卡拉米河畔万。

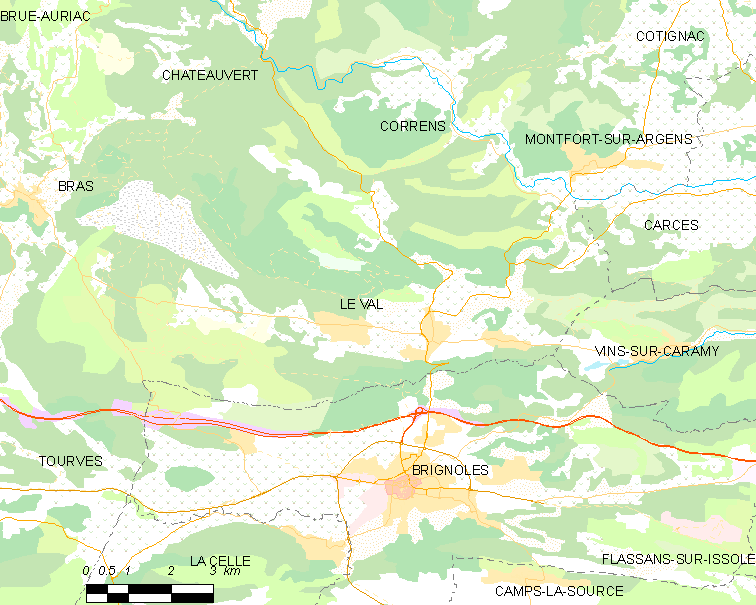
勒瓦勒的OSM定位图

勒瓦勒的时区为UTC+01:00、UTC+02:00（夏令时）。

## 行政
勒瓦勒的邮政编码为83143，INSEE市镇编码为83143。

## 政治
勒瓦勒所属的省级选区为布里尼奥勒县。

## 人口

1962-2008年间勒瓦勒人口变化图示

勒瓦勒于2022年1月1日时的人口数量为4257人。